# Briljant Ekonomisystem
Briljant Ekonomisystem är ett svenskt affärssystem som har funnits på marknaden sedan 1995. Briljant är Windowsbaserat, skrivet i Visual Basic. Programmet är sedan 2010 skrivet i Dotnet.